# Hagnaby
Hagnaby är en by i civil parish East Kirkby, i distriktet East Lindsey, i grevskapet Lincolnshire, i England. Byn är belägen 11 km från Horncastle. Hagnaby var en civil parish fram till 1987 när blev den en del av East Kirkby. Civil parish hade 18 invånare år 1961. Byn nämndes i Domedagsboken (Domesday Book) år 1086, och kallades då Hagenebi.